# Punkt widokowy Łężeczki

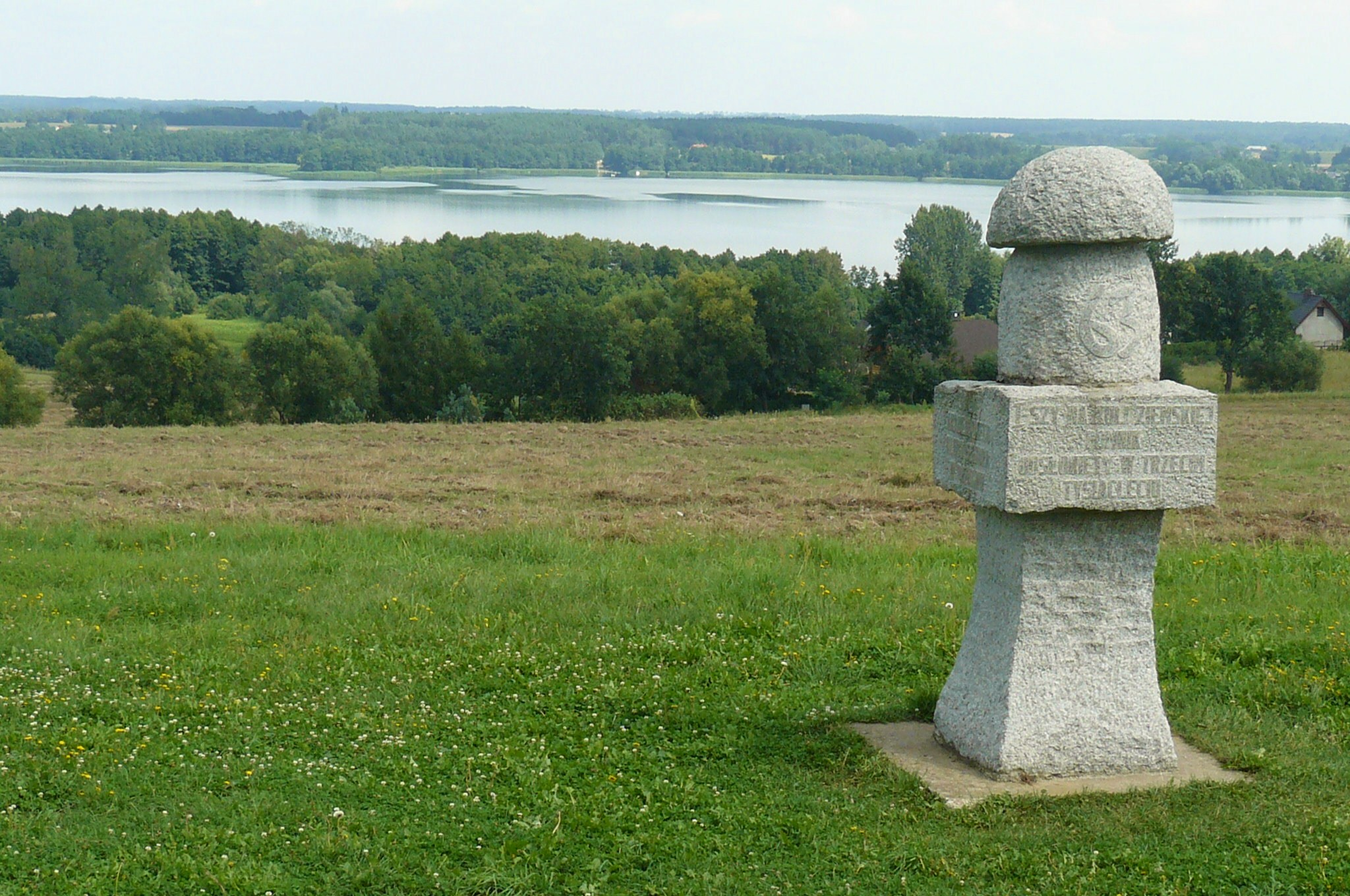
Punkt widokowy i pomnik

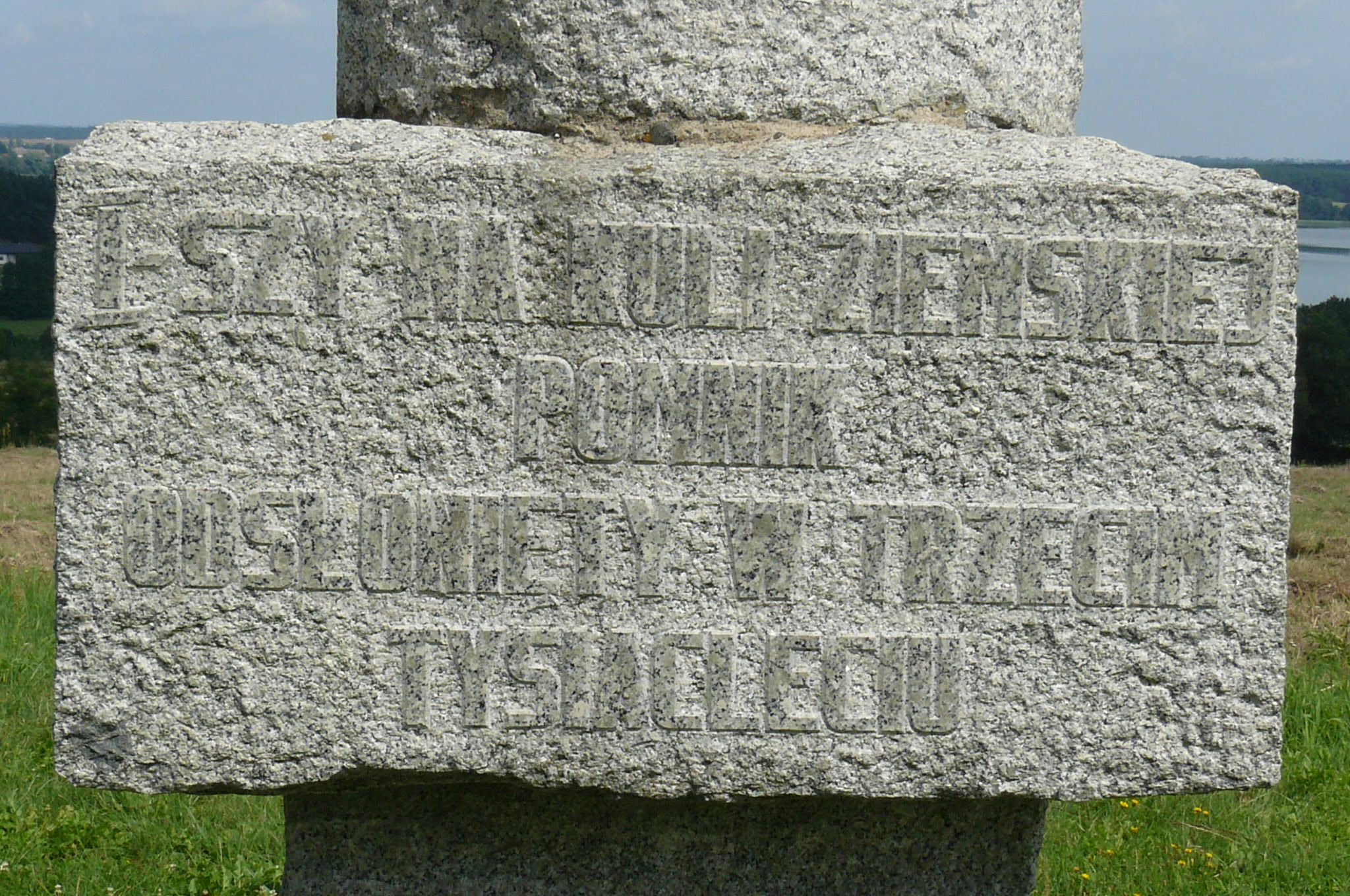
Informacja o odsłonięciu w 2001

Punkt widokowy Łężeczki – punkt widokowy z pomnikiem, zlokalizowany około kilometra na południowy wschód od wsi Łężeczki w Sierakowskim Parku Krajobrazowym (gmina Chrzypsko Wielkie). Przy punkcie widokowym jest utwardzony parking oraz zadaszona wiata turystyczna ze stołem i ławkami.
Z punktu widokowego roztacza się rozległy widok na wieś i okolicę, między innymi na jezioro Chrzypskie i otaczające je wzgórza. W centrum założenia stoi pomnik w formie obelisku, zwany grzybem XXI wieku. Pomnik upamiętnia 10-lecie powstania Sierakowskiego Parku Krajobrazowego i 38-lecie Akademickiego Klubu Seniora PTTK z Poznania. Inicjatorami powstania obiektu był Klub Seniora, władze gminy Chrzypsko Wielkie i dyrekcja Parków Krajobrazowych Województwa Wielkopolskiego.
Monument odsłonięto 1 stycznia 2001 (minutę po północy). Według napisu wyrytego na pomniku jest to pierwszy na świecie pomnik odsłonięty w trzecim tysiącleciu. Projektantem był Jerzy Stasiewski, a wykonawcą Zbigniew Wawrzyniak.